# Битва на Самгорском поле
Битва на Самгорском поле — битва между войском царя Иберии (Грузии) Вахтанга I Горгасали и войском персидского государства Сасанидов. Традиционно датируется 502 годом.

## Ход событий
О правлении Вахтанга Горгасали известно из единственного источника — текста «Жизнь Вахтанга Горгасала», который, как предполагается, написал Джуаншер Джуаншериани в XI веке. Даже годы жизни и правления Вахтанга являются спорными.
Вахтанг поменял статус мцхетского архиепископа, который превратился в католикоса. Согласно Джуаншеру, «некоторое время спустя» после этого началась война с Персией. Видимо, это произошло перед походом персидского шаха на Византию в 502 году, в котором Вахтанг отказался участвовать на стороне персов.
Персидское войско двинулось на запад и захватила Эрзурум, затем вторглось в Кахетию и разрушила Хорнабуджи, Череми, Велисцихе и Камбечовани (Бодбе?).
Войско Вахтанга отступило к Уджарме. Персидское войско, в котором якобы было 740 000 человек, встало на берегах реки Иори примирно там, где сейчас находится село Хашми, а грузинское войско, в котором якобы было 200 000 человек, расположилось на высотах возле Уджармы.
Затем персы в течение трех дней атаковали грузинское войско, поле чего Ваханг предпринял ночную контратаку. В «Жизни Вахтанга Горгасала» сказано:

На рассвете, когда рассеялся ночной туман, Вахтанг прибыл к войску и обратился ко всем воинам своим. «Всякий, кто избежит смерти, не принеся головы или руки врагов наших, будет умерщвлен нами». И как только разверзлись врата небесные, ринулся и прорвался до покоев персидского царя. Ворвался в шатер царский, однако царь успел вскочить на коня, но (Вахтанг) поразил сына его Бартама и отсек ему голову. И здесь же некий перс вонзил Вахтангу в грудь стрелу, а побоище длилось до полудня. Одолел Вахтанг персов тех и побил их до ста тридцати тысяч, а из воинов Вахтанговых погибло около двадцати восьми тысяч.

Смертельно раненного Вахтанга увезли в крепость Уджарма, где он вскоре умер. Разбитое персидское войско отступило в Рустави. При этом персы разорили Тбилиси и Армази, но Мцхету взять не смогли.
По другим данным, Вахтанг погиб от руки убийцы, подосланного его противниками. Согласно народной мифологии, его убийство подстроила его жена, которая изменяла ему.